# Alec Kessler
Alec Christopher Kessler (ur. 13 stycznia 1967 w Minneapolis, zm. 13 października 2007 w Gulf Breeze) – amerykański koszykarz, występujący na pozycjach silnego skrzydłowego lub środkowego.
Zmarł 13 października 2007 w wyniku ataku serca, którego doznał podczas meczu koszykówki w Gulf Breeze (Floryda).
Na uczelni Georgia występował w jednej drużynie ze swoim bratem Chadem.

## Osiągnięcia
Na podstawie, o ile nie zaznaczono inaczej.
NCAA
- Uczestnik rozgrywek turnieju NCAA (1987, 1990)
- Mistrz sezonu regularnego konferencji Southeastern (SEC – 1990)
- Sportowiec roku:
  - NCAA Academic All-America (1990)
  - konferencji SEC (1990)
- Koszykarz Roku Academic All-America (1989, 1990)
- Zaliczony do II składu All-American (1990 przez UPI)
- Lider SEC w:
  - średniej zbiórek (1989 – 9,7)
  - liczbie:
    - celnych rzutów wolnych (1989 – 176, 1990 – 199)
    - oddanych rzutów wolnych (1989 – 232, 1990 – 263)